# Etaio
Etaio (oficialment en castellà Etayo) és un municipi de Navarra, a la comarca d'Estella Oriental, dins la merindad d'Estella. Limita al sud amb Los Arcos i Villamayor de Monjardín, a l'oest amb Sorlada i Piedramillera, a l'est amb Olexoa i al nord amb Oko i Legaria.

## Demografia
| Evolució demogràfica                             | Evolució demogràfica | Evolució demogràfica | Evolució demogràfica | Evolució demogràfica | Evolució demogràfica | Evolució demogràfica | Evolució demogràfica | Evolució demogràfica | Evolució demogràfica | Evolució demogràfica |
| 1996                                             | 1998                 | 1999                 | 2000                 | 2001                 | 2002                 | 2003                 | 2004                 | 2005                 | 2006                 | 2007                 |
| ------------------------------------------------ | -------------------- | -------------------- | -------------------- | -------------------- | -------------------- | -------------------- | -------------------- | -------------------- | -------------------- | -------------------- |
| 95                                               | 94                   | 99                   | 96                   | 90                   | 90                   | 91                   | 93                   | 94                   | 86                   | 84                   |
| Fonts: Etaio i Institut d'Estadística de Navarra |                      |                      |                      |                      |                      |                      |                      |                      |                      |                      |